# Голлтаун (Міссурі)
Голлтаун (англ. Halltown) — селище (англ. village) в США, в окрузі Лоуренс штату Міссурі. Населення — 104 особи (2020).

## Географія
Голлтаун розташований за координатами 37°11′40″ пн. ш. 93°37′45″ зх. д. / 37.19444° пн. ш. 93.62917° зх. д. (37.194510, -93.629094).  За даними Бюро перепису населення США в 2010 році селище мало площу 0,55 км², з яких 0,55 км² — суходіл та 0,00 км² — водойми.

## Демографія
Згідно з переписом 2010 року, у селищі мешкали 173 особи в 70 домогосподарствах у складі 45 родин. Густота населення становила 317 осіб/км².  Було 88 помешкань (161/км²).
Расовий склад населення:
| - 100,0 % — білих |

До двох чи більше рас належало 0,0 %. Частка іспаномовних становила 0,0 % від усіх жителів.
За віковим діапазоном населення розподілялося таким чином: 30,6 % — особи молодші 18 років, 58,4 % — особи у віці 18—64 років, 11,0 % — особи у віці 65 років та старші. Медіана віку мешканця становила 34,8 року. На 100 осіб жіночої статі у селищі припадало 101,2 чоловіків;  на 100 жінок у віці від 18 років та старших — 93,5 чоловіків також старших 18 років.
Середній дохід на одне домашнє господарство  становив 26 296 доларів США (медіана — 15 938), а середній дохід на одну сім'ю — 29 550 доларів (медіана — 25 000). За межею бідності перебувало 48,6 % осіб, у тому числі 56,7 % дітей у віці до 18 років та 28,6 % осіб у віці 65 років та старших.
Цивільне працевлаштоване населення становило 36 осіб. Основні галузі зайнятості: роздрібна торгівля — 27,8 %, виробництво — 22,2 %, транспорт — 13,9 %.